# Prusinowiczki
Prusinowiczki [pronunciación en polaco: /pruɕinɔˈvit͡ʂki/] es un pueblo ubicado en el distrito administrativo de Gmina Lutomiersk, dentro del condado de Pabianice, voivodato de Łódź, en el centro de Polonia. Se encuentra aproximadamente a 5 kilómetros al sureste de Lutomiersk, a 13 kilómetros al noroeste de Pabianice, y a 17 kilómetros al oeste de la capital regional, Łódź. 